# Mount DeWitt
Der Mount DeWitt ist ein 2190 m hoher Berg im ostantarktischen Viktorialand. Er ragt unmittelbar westlich des  Mount Littlepage in den Head Mountains am Rand des Polarplateaus auf.
Das Advisory Committee on Antarctic Names benannte ihn 1964 nach Hugh H. DeWitt, wissenschaftlicher Leiter auf dem Eisbrecher USNS Eltanin zwischen 1958 und 1959.